# وارداباتس
وارداباتس (به ارمنی: Վարդաբաց) یک منطقهٔ مسکونی در جمهوری آرتساخ است که در استان کاشاتاق واقع شده‌است.